# Хайнрих VI (Свещена Римска империя)
Вижте пояснителната страница за други личности с името Хайнрих VI.
Хайнрих VI (на немски: Heinrich VI; * 1 ноември 1165, Неймеген, Нидерландия ; † 28 септември 1197, Месина, Сицилианско кралство) от род Хоенщауфен, е крал на Германия от 1169 г., император на Свещената Римска империя от 1191 г. и крал на Сицилия от 1194 г.

## Произход. Крал на Германия
Син е на император Фридрих I Барбароса и Беатрис Бургундска, дъщеря на граф Райналд III от Бургундия.
Още на 15 август 1169 година е избран за германски крал (наследник на императорския престол). Започвайки с пищно тържество, в Майнц на Петдесетница през 1184 година, когато го посвещават в рицар, Хайнрих става наместник на своя баща в Германия.

## Управление
През януари 1186 година Хайнрих се жени за Констанс, дъщеря на краля на Сицилия Рожер II и негова наследница. Младият крал е едва 21-годишен, а неговата съпруга Констанс е десет години по-възрастна. Хайнрих е коронясан в Милано с кралски венец като крал на Италия, и възведен от самия император в цезар. Съдействието на папата за това не било нужно.
През 1189 година, след смъртта на последния внук на Рожер II, Хайнрих наследява короната на Сицилия чрез Констанс. Неаполитанската и сицилианската аристокрация обаче отказват да се покорят на германския крал и избират за крал Танкред, граф Лече, извънбрачен внук на Рожер II.
Когато през май 1189 година Фридрих I Барбароса се отправя на Третия кръстоносен поход, Хайнрих остава да управлява вместо него. На 10 юни 1190 година Барбароса се удавя в Киликия (Мала Азия) и Хайнрих VI поема управлението.

### Потушаване на въстанието в Сицилия
След като с голяма жестокост подавя въстанието в Сицилия, Хайнрих решава да тръгне с войските на кръстоносците. През лятото на 1197 година той пристига в Месина, за да присъства лично при подготовката и отплаването на кръстоносния поход. Събран е огромен за тези времена флот. Точно в този момент, Хайнрих, който е едва на 32 години и не се отличава със завидно здраве, се разболява и умира. По съобщение на хронисти от това време, едно невнимателно изпиване на студено питие през един горещ ден, става причина императорът да вдигне висока температура и след няколко дни да умре скоропостижно на 28 септември 1197 година.
Погребан е в катедралния храм в Палермо.

## Фамилия
На 27 януари 1186 г. Хайнрих VI се жени за Констанс Сицилианска (1154 - 1198), посмъртна дъщеря на Рожер II, крал на Сицилия, и неговата трета жена Беатрис Ретелска; те имат един син:
- Фридрих II (1194 - 1250), крал на Германия (формално Римски крал) (1220 - 1250), крал на Сицилия 1198 - 1212 и 1217 - 1250 години, император на Свещената Римска империя (1220 - 1250)